# مسجد رانكانجان بيرومهان نيجارا
مسجد رانكانجان بيرومهان نيجارا أحد مساجد بندر سري بكاوان عاصمة بروناي .

## الموقع
يقع مسجد رانكانجان بيرومهان نيجارا ضمن منطقة الخطة الوطنية للإسكان في منتيري، والذي يبعد ثمانية عشر كيلومتر من مدينة بندر سري بكاوان عاصمة بروناي .

## البناء
تم بناء مسجد رانكانجان بيرومهان نيجارا في التاسع من شهر أبريل من عام 2000، وافتتح واستخدم لأول مرة في الرابع عشر من شهر ديسمبر من عام 2001، وكلف بناء المسجد مبلغ 4,350،000,00 دولار.

## استيعاب المسجد
يمكن لمسجد رانكانجان بيرومهان نيجارا أن يستوعب 1100 مصلي في وقت واحد، ويقدم المسجد مختلف المرافق للمصلين منها الفصول الدراسية، واستكمال اجراءات الجنازة، ومكتبة ، ومكاتب إدارية.